# John Day River
John Day River er en 452 kilometer lang flod, som løber gennem den nordlige og nordøstlige del af staten Oregon i USA og afvander et 20.720 km² stort område. John Day River munder ud i Columbia River på grænsen til staten Washington. Den har to større bifloder – North Fork og South Fork. Hvor floden munder ud i Columbia River, ligger John Day-dæmningen. Langs floden er der gjort store fund af fossiler.